# Amy Farrington
Amy Farrington née le 20 septembre 1966 est une actrice et mannequin américaine.